# Saint-Martin-du-Bois (Maine-et-Loire)
Pour les articles homonymes, voir Saint-Martin.
Saint-Martin-du-Bois est une ancienne commune française située dans le département de Maine-et-Loire, en région Pays de la Loire.
Elle est depuis le 15 décembre 2016 intégrée à la nouvelle commune de Segré-en-Anjou Bleu.

## Géographie
Commune angevine du Segréen, Saint-Martin-du-Bois se situe à l'est d'Aviré, sur les routes D 216, Andigné, et D 78, Aviré / Chambellay.
Son territoire se trouve sur l'unité paysagère du Plateau du Segréen.
La rivière l'Oudon marque sa limite sud-ouest.

## Histoire
Le village se développe autour de son église, le long des routes de Chambellay et de Montreuil-sur-Maine. Les maisons actuelles les plus anciennes datent des XVIe, XVIIe et XVIIIe siècles. La première église du village a été construite au XIe siècle.
À la Révolution, Saint-Martin-du-Bois est instituée chef-lieu de canton. Celui-ci comprend les communes Chambellay, La Jaille-Yvon, Louvaines, Montguillon et Saint-Martin-du-Bois, rejointes en 1791 par Aviré et Saint-Sauveur-de-Flée. En 1801, ce canton disparait, et la commune fait ensuite partie du canton de Segré.
Jusqu'en 1985, une carrière de granite était exploitée près du château de Danne.
Les communes d'Aviré, du Bourg-d'Iré, de La Chapelle-sur-Oudon, de Châtelais, de La Ferrière-de-Flée, de L'Hôtellerie-de-Flée, de Louvaines, de Marans, de Montguillon, de Noyant-la-Gravoyère, de Nyoiseau, de Sainte-Gemmes-d'Andigné, de Saint-Martin-du-Bois, de Saint-Sauveur-de-Flée et de Segré se regroupent le 15 décembre 2016 pour former la commune nouvelle de Segré-en-Anjou Bleu.

## Politique et administration

### Administration municipale

#### Administration actuelle
Depuis le 15 décembre 2016 Saint-Martin-du-Bois constitue une commune déléguée au sein de la commune nouvelle de Segré-en-Anjou Bleu et dispose d'un maire délégué.
| Période                                  | Période  | Identité      | Étiquette | Qualité |
| ---------------------------------------- | -------- | ------------- | --------- | ------- |
| décembre 2016                            | mai 2020 | André Bellier |           |         |
| mai 2020                                 |          | Nicolas Chéré |           |         |
| Les données manquantes sont à compléter. |          |               |           |         |

#### Administration ancienne
| Période                                  | Période                       | Identité                                | Étiquette | Qualité                                                                |
| ---------------------------------------- | ----------------------------- | --------------------------------------- | --------- | ---------------------------------------------------------------------- |
| 1789                                     | 1793                          | René Brillet père                       |           | Aubergiste                                                             |
| 1793                                     | 1796                          | Pierre Desneux                          |           | Chirurgien                                                             |
| an V                                     |                               | ... Huau                                |           | Agent municipal                                                        |
| 1800                                     | 1813 (démission)              | René Brillet fils                       |           |                                                                        |
| 1813                                     | 17 septembre 1830 (démission) | Jacques-Joseph-Charles Bernard de Danne |           |                                                                        |
| 1830                                     | 1839                          | Th. Lemercier                           |           |                                                                        |
| 1839                                     | 1844                          | Charles Baussan                         |           |                                                                        |
| 1844                                     | 1847                          | Joseph François                         |           | Marchand fermier et propriétaire demeurant au château du Grand Percher |
| 1847                                     | 1853 (démission)              | Henri de Trédern                        |           |                                                                        |
| 18 mai 1853                              | 1856 (démission)              | Charles Baussan                         |           |                                                                        |
| 8 novembre 1856                          | 1863                          | François Thibault                       |           |                                                                        |
| 1863                                     | 1870                          | François Rongère                        |           |                                                                        |
| 1870                                     | 1906                          | Christian de Tredern                    |           |                                                                        |
| 1906                                     | 1942                          | Charles Bernard de Danne                |           |                                                                        |
| 1942                                     | 1977                          | René Bernard de Danne                   |           |                                                                        |
| 1977                                     | 1989                          | François Bellier                        |           |                                                                        |
| 1989                                     | 1995                          | Thérèse Vaslin                          |           |                                                                        |
| 1995                                     |                               | Jean Gabillard                          |           |                                                                        |
| mars 2001                                | décembre 2016                 | André Bellier                           | SE        | Agriculteur retraité                                                   |
| Les données manquantes sont à compléter. |                               |                                         |           |                                                                        |

### Ancienne situation administrative
La commune était membre de la communauté de communes du Canton de Segré, elle-même membre du syndicat mixte Pays de l'Anjou bleu, Pays segréen, jusqu'à son intégration dans Segré-en-Anjou Bleu.

## Population et société

### Évolution démographique
L'évolution du nombre d'habitants est connue à travers les recensements de la population effectués dans la commune depuis 1793. À partir du 1er janvier 2009, les populations légales des communes sont publiées annuellement dans le cadre d'un recensement qui repose désormais sur une collecte d'information annuelle, concernant successivement tous les territoires communaux au cours d'une période de cinq ans. 
Pour les communes de moins de 10 000 habitants, une enquête de recensement portant sur toute la population est réalisée tous les cinq ans, les populations légales des années intermédiaires étant quant à elles estimées par interpolation ou extrapolation. Pour la commune, le premier recensement exhaustif entrant dans le cadre du nouveau dispositif a été réalisé en 2005,.
En 2014, la commune comptait 963 habitants, en évolution de +11,72 % par rapport à 2009 (Maine-et-Loire : +3,3 %, France hors Mayotte : +2,49 %).
| 1793  | 1800  | 1806  | 1821  | 1831  | 1836  | 1841  | 1846  | 1851  |
| ----- | ----- | ----- | ----- | ----- | ----- | ----- | ----- | ----- |
| 1 055 | 1 004 | 1 050 | 1 080 | 1 051 | 1 093 | 1 062 | 1 078 | 1 104 |

| 1856  | 1861  | 1866  | 1872  | 1876  | 1881  | 1886  | 1891  | 1896  |
| ----- | ----- | ----- | ----- | ----- | ----- | ----- | ----- | ----- |
| 1 083 | 1 115 | 1 144 | 1 059 | 1 068 | 1 029 | 1 048 | 1 046 | 1 045 |

| 1901  | 1906  | 1911 | 1921 | 1926 | 1931 | 1936 | 1946 | 1954 |
| ----- | ----- | ---- | ---- | ---- | ---- | ---- | ---- | ---- |
| 1 030 | 1 031 | 960  | 852  | 817  | 807  | 782  | 787  | 815  |

| 1962 | 1968 | 1975 | 1982 | 1990 | 1999 | 2005 | 2010 | 2014 |
| ---- | ---- | ---- | ---- | ---- | ---- | ---- | ---- | ---- |
| 786  | 766  | 670  | 691  | 671  | 684  | 771  | 896  | 963  |

### Pyramide des âges
La population de la commune est relativement âgée. Le taux de personnes d'un âge supérieur à 60 ans (24,4 %) est en effet supérieur au taux national (21,8 %) et au taux départemental (21,4 %).
Contrairement aux répartitions nationale et départementale, la population masculine de la commune est supérieure à la population féminine (49,8 % contre 48,7 % au niveau national et 48,9 % au niveau départemental).
La répartition de la population de la commune par tranches d'âge est, en 2008, la suivante :
- 49,8 % d’hommes (0 à 14 ans = 26,6 %, 15 à 29 ans = 15,1 %, 30 à 44 ans = 22,4 %, 45 à 59 ans = 15,9 %, plus de 60 ans = 20,1 %) ;
- 50,2 % de femmes (0 à 14 ans = 22,3 %, 15 à 29 ans = 15,8 %, 30 à 44 ans = 22 %, 45 à 59 ans = 11,1 %, plus de 60 ans = 28,8 %).

| Hommes | Classe d’âge | Femmes |
| ------ | ------------ | ------ |
| 0,8    | 90 ans ou +  | 3,3    |
| 9,9    | 75 à 89 ans  | 12,8   |
| 9,4    | 60 à 74 ans  | 12,7   |
| 15,9   | 45 à 59 ans  | 11,1   |
| 22,4   | 30 à 44 ans  | 22,0   |
| 15,1   | 15 à 29 ans  | 15,8   |
| 26,6   | 0 à 14 ans   | 22,3   |

| Hommes | Classe d’âge | Femmes |
| ------ | ------------ | ------ |
| 0,4    | 90 ans ou +  | 1,1    |
| 6,3    | 75 à 89 ans  | 9,5    |
| 12,1   | 60 à 74 ans  | 13,1   |
| 20,0   | 45 à 59 ans  | 19,4   |
| 20,3   | 30 à 44 ans  | 19,3   |
| 20,2   | 15 à 29 ans  | 18,9   |
| 20,7   | 0 à 14 ans   | 18,7   |

## Économie
Sur 79 établissements présents sur la commune à fin 2010, 43 % relèvent du secteur de l'agriculture (pour une moyenne de 17 % sur le département), 4 % du secteur de l'industrie, 4 % du secteur de la construction, 41 % de celui du commerce et des services et 10 % du secteur de l'administration et de la santé.

## Culture locale et patrimoine

### Lieux et monuments

#### Château du Percher
Situé à mi-chemin entre le bourg et la Mayenne, le château du Percher est composé d'un bâtiment principal en équerre, construit entre 1495 et 1515 à l'emplacement d'un château plus ancien, par Pierre et Guillaume de Tinténiac. Ses façades lui ont valu un classement au titre des Monuments Historiques dès 1922, suivies par sa toiture et sa chapelle. Il appartient à la même famille depuis 1752.

47° 42′ 42″ N, 0° 42′ 17″ O

#### Château de Danne
Le château de Danne est construit en 1826 sur les plans de l'architecte Leblond pour les bâtiments et sur ceux de J. Chevalier pour les jardins. Il est inscrit aux Monuments Historiques depuis 1980. Selon Célestin Port, il succède à un manoir plus ancien, situé près de l'actuel colombier. Il est rasé au XVIIe siècle et remplacé par une demeure plus grande. Il ne reste plus de cette seconde époque de construction que le colombier.

47° 41′ 37″ N, 0° 45′ 13″ O

#### Autres monuments

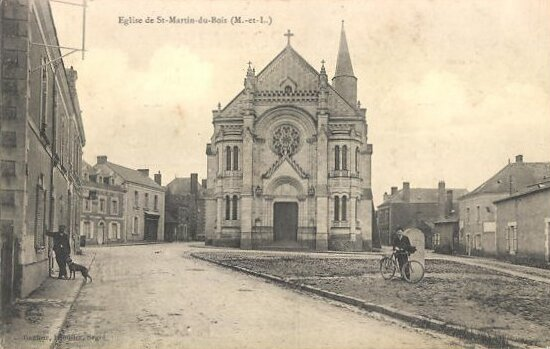
Place Fougeray vers 1905.

- Le bourg de Saint-Martin présente des maisons des XVIe, XVIIe et XVIIIe siècles.
- L'église Saint-Martin-de-Tours date de 1878, à la place d'un précédent édifice détruit en 1875, dont la construction s'échelonna du XIe au XVe siècle et dont ne subsiste que le clocher du XIVe siècle[21]. Le presbytère a conservé des parties plus anciennes, peut-être du XVe siècle, repris plus tard aux XVIIe et XVIIIe siècles[22].
- La demeure Saint-Nicolas, du XVe ou du XVIe siècle, et remaniée au XVIIIe[23].
- Le château de la Lizière est construit au XIXe siècle à l'emplacement d'un manoir du XVe[24].
- Le manoir du Ponceau date du XVe ou XVIe siècle, et a été remanié au XXe[25].
- Le manoir de la Chartenay est construit dans le deuxième quart du XVIe siècle par la famille Richaudeau. Il possède une chapelle Sainte-Croix datée de 1539. C'est aujourd'hui une ferme d'élevage bovin[26].
- Le logis du Coudray est un manoir des XVe et XVIe siècles, remanié les siècles suivants. La chapelle pourrait être plus ancienne. Le logis comprend une tourelle d'encorbellement et un campanile[27].

### Personnalités liées à la commune
- René Goupil (1608-1642), né à Saint-Martin-du-Bois au logis de l'Oncheraie, canonisé par l'Église catholique[28].
- Jean Arthuis, homme politique, y est né le 7 octobre 1944[29].
- Robert de Roux, mort pour la France, est arrêté en 1943 à Saint-Martin-du-Bois en représailles d'une fusillade de FFI qui tua un officier allemand et son ordonnance. Alors qu'il va prévenir le maire de la commune, il est arrêté par des soldats allemands qui ont trouvé un tract de la résistance sur un paquet qu'il transporte en vélo. Robert de Roux est déporté au camp de concentration de Willemshaffen en Allemagne où il décède à 17 ans.[réf. nécessaire]